# Студенческие строительные отряды

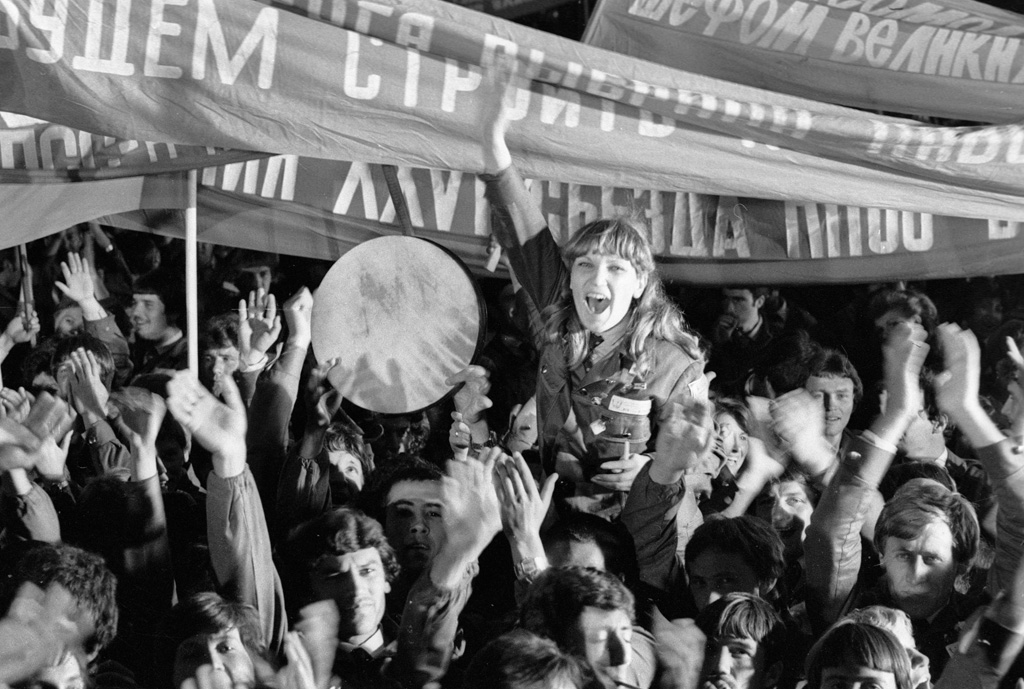
Бойцы Всесоюзного ударного комсомольского отряда им. XIX съезда ВЛКСМ перед отъездом на ударные стройки советской страны.

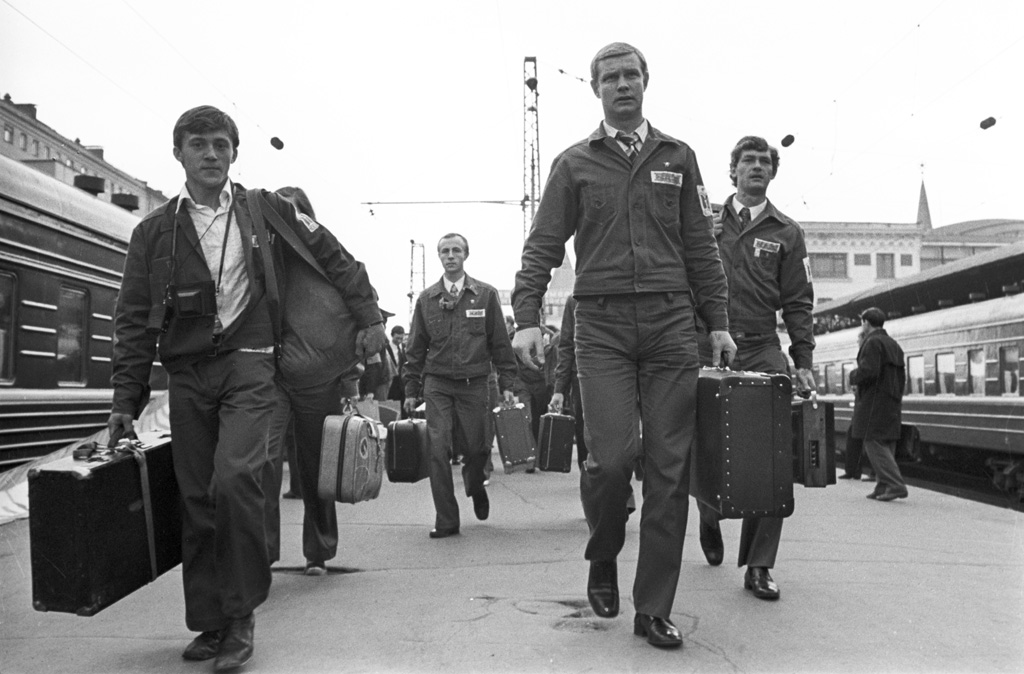
Московский комсомольский отряд, направляющийся на строительство Байкало-Амурской магистрали

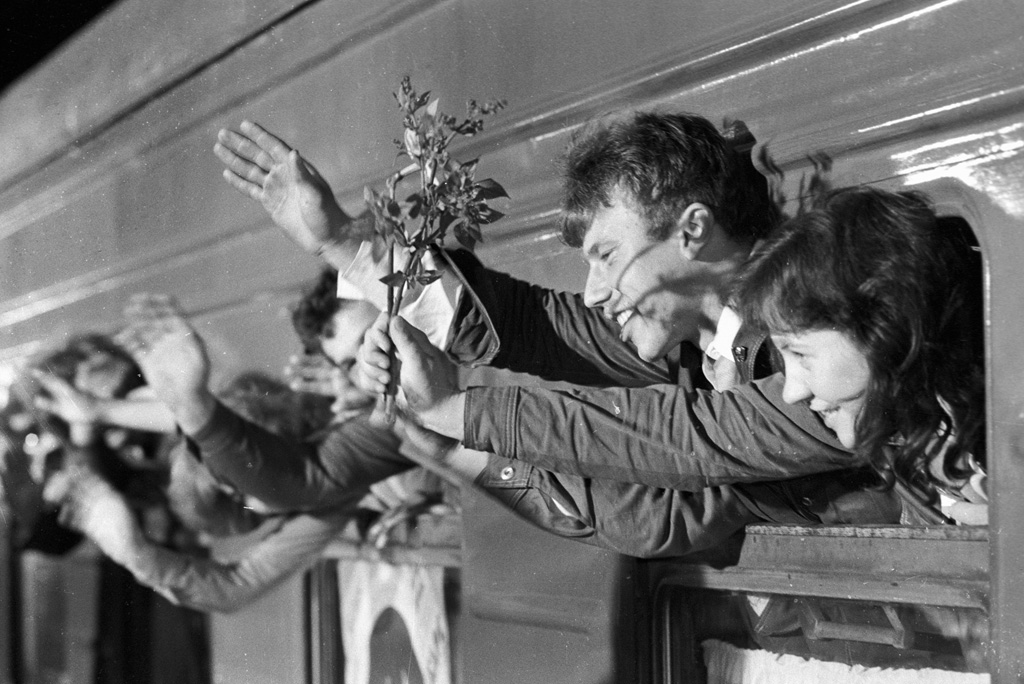
Бойцы Всесоюзного ударного комсомольского отряда уезжают на ударные стройки советской страны

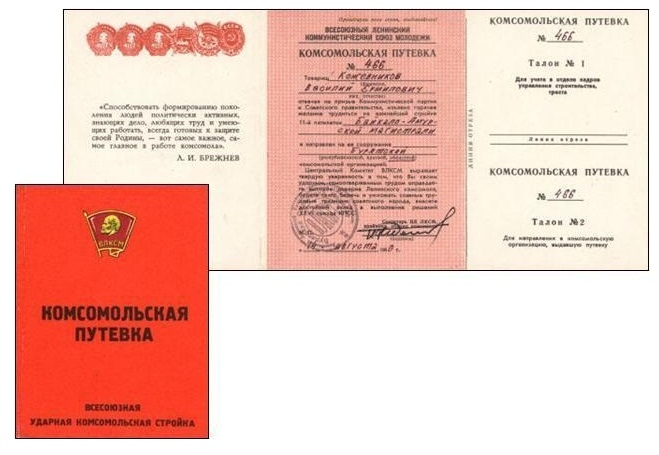
Комсомольская путёвка — направление комсомольца на ударные стройки

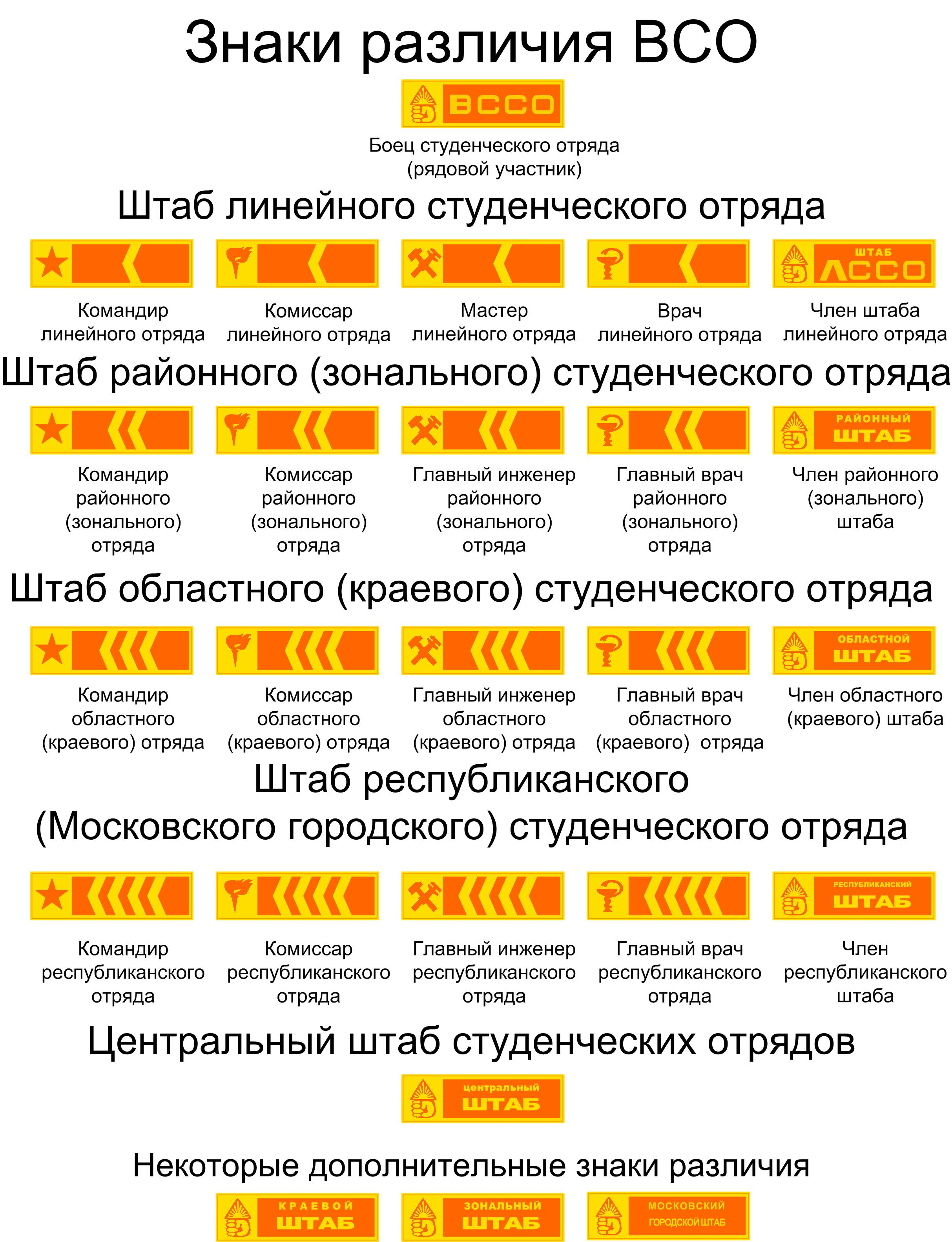
Знаки различия ВСО.

Всесоюзные студенческие строительные отряды (стройотряды, студотря́ды, ВССО) — комсомольская всесоюзная программа ЦК ВЛКСМ для студентов высших, средне-профессиональных и начальных учебных заведений, формировавшая временные трудовые коллективы для добровольной работы в свободное от учёбы время (как правило, летних каникул) на различных объектах народного хозяйства Советского Союза, нося государственный и всеохватывающий характер в СССР.
Подобные стройотряды прежде всего направлялись на объекты народного хозяйства СССР, относившиеся к ударным комсомольским стройкам.
В то время стройотряды ставили своей целью не только прямой заработок, но и воспитание студентов в духе творческого коллективизма и правильного (уважительного) отношения к труду. На них возлагались задачи формирования высоких нравственных качеств, чувства патриотизма; стройотряды рассматривались как важный институт социально-трудовой адаптации учащейся молодёжи.
«Антиподом» этим организованным формам летнего труда молодёжи считались шабашники, шабаш-бригады. Однако, уже примерно к середине 80-х годов стройотряды и шабашники принципиально выполняли одну и ту же функцию — дать возможность заработать маловостребованному контингенту с избытком свободного времени. Многие стройотряды (путинные, сельхозстроительство, ремонт кровли), по сути, стали «комсомольской крышей» для шабашек, либо способом легального участия в программах МЖК.
Деятельности стройотрядов сопутствовал проработанный церемониал; важную психологическую роль играли здесь и специальная стройотрядовская форма и символика. Так, перед тем, как приступить к выполнению возложенных на них обязанностей, отрядам вручали в торжественной обстановке на церемонии открытия Трудового Сезона специальные паспорта-разрешения на работу.
Стройотрядовская романтика дала культуре народов СССР огромное число образцов стройотрядовской лирики — песен, стихов и пр.
В 1991 году, после запрета КПСС и роспуска её молодёжной организации ВЛКСМ, центральный штаб ВССО прекратил своё существование.
В 2003 году в России при поддержке Министерства образования РФ создана Общероссийская общественная организация Российские студенческие отряды.

## Формы молодёжных отрядов
- ССО — студенческий строительный отряд.
- СПО — студенческий педагогический отряд.
- СМО — студенческий медицинский отряд.
- СОП — студенческий отряд проводников.
- КМСО — комсомольско-молодёжный отряд по созданию МЖК.
- ССХО, Сельхозотряд, например, «Сельхозотряд-74», Хабаровский край.
- Студенческий отряд торговли, например, отряд «Москва-73».
- Студенческий транспортный отряд (строительство железных дорог), например, ССО-СТО Москва-69.
- Студенческий путинный отряд (рыболовство), например, путинный отряд «Сахалин-72».
- СООПр — Студенческий отряд охраны правопорядка.
- ССервО — Студенческий сервисный отряд.
- СЗО — Студенческие землеустроительные отряды.
- САО — Студенческий археологический отряд.
- СЦО — Студенческий цифровой отряд.

## История

### Советские годы
Всесоюзный студенческий строительный отряд (ВССО) — форма организации оплачиваемого труда учащейся молодёжи, труд организовывали номенклатурщики на основе официальных нормативных актов[каких?] государства. Поскольку речь шла о работе в свободное от основных занятий (то есть учёбы) время, а основную массу этих трудящихся составляли студенты, эта форма получила устоявшееся название «трудового семестра».
Впервые учащиеся были привлечены на сельхозработы летом 1920 года в Донбассе. В июне 1920 года Донецким губземотделом были организованы трудовые дружины из учащихся для обработки полей семей красноармейцев и неимущих крестьян. Дружинникам, помимо установленного пайка для физического труда, выплачивалось 50 рублей за каждый рабочий день. Тем, кто работал ударно, дополнительно, в виде премии, выплачивалось ежедневно ещё 25 рублей. На сельхозработах учащиеся-дружинники работали с 08:00 до 20:00 с двухчасовым перерывом на обед.
Первый трудовой семестр советских студентов прошёл летом 1924 года, когда ВЦСПС и Наркомат труда и просвещения издали первую инструкцию о практике студентов в летнее время. Организацию труда студентов во время каникул на промышленных и сельскохозяйственных предприятиях страны этот документ возлагал на комсомольские организации вузов, предписывая руководству принимающих организаций и соответствующих наркоматов и ведомств оказывать им в этом необходимое содействие. В дальнейшем, с учётом юридических тонкостей, связанных с привлечением к труду лиц, являвшихся учащимися (в том числе несовершеннолетними), образовательные министерства, Госкомитет по труду и социальным вопросам и др. ведомства СССР издали целый ряд документов, ставящих этот труд в чёткое правовое поле.
В 1920-е годы первыми откликнулись на призыв начать трудовой семестр студенты МВТУ им. Н. Э. Баумана. В 1933 году на стройках пятилетки трудились уже 350 тыс. представителей вузовской молодёжи. «Трудармейцы» работали на строительстве Магнитки и Днепрогэса, Московского метрополитена, железной дороги Москва-Омск, на уборке урожая в Подмосковье и на Украине, заготовке леса на севере и в Сибири.
Первая послевоенная трудовая студенческая бригада была сформирована в 1948 году в Ленинграде, её ядро составили студенты Политехнического института в составе 315 человек, и студенты Электротехнического института в колличестве 1400 человек.
В феврале 1948 года аспирант Соломон Шур в стенгазете электромеханического факультета написал заметку с предложением о создании студенческого строительного отряда для работы в летние каникулы по электрификации колхозов Ленинградской области. Летом 1948 года 315 студентов-политехников (в том числе и аспирант С. Шур) построили первую студенческую ГЭС в посёлке Алакусса (ныне поселок им. Климова) в Приозерском районе Ленинградской области. Этому событию в 2018 году в Санкт-Петербургском политехническом университете открыта мемориальная доска. По другим данным они отправились на строительство Непповской и Ложголовской ГЭС Ленинградской области.
Решение о создании первого студенческого отряда было принято 13 октября 1958 года на IX отчётно-выборной конференции комсомольской организации физфака МГУ.
Временем возникновения студенческих отрядов принято считать весну 1959 года, когда 339 студентов-физиков Московского государственного университета имени М. В. Ломоносова поехали на Целину в Северо-Казахстанскую область (Булаевский район), где построили 16 объектов, выполнив объём работ на сумму 250 тысяч рублей. Организатором и командиром отряда стал секретарь бюро ВЛКСМ физфака МГУ Литвиненко Сергей Филиппович. За лето им удалось построить 12 жилых домов, телятник, два птичника и крольчатник. Вскоре на Целину стали прибывать студенты и из других вузов.
В 1963 году появляются первые отряды в нестроительной сфере: ж-д проводников, педагогов и т. п. Тем не менее собирательный термин «стройотряд» применяется и к ним, так как организовывались и действовали они в том же нормативно-правовом поле, что и «классические» строительные отряды
В 1961 году закончился эксперимент с созданием ССО в пределах одного МГУ. Движение подхватили не только все вузы Москвы, но и Ленинграда, Киева и других городов. Но массовому движению мешало не только безучастное отношение, но и неприятие ССО центральными органами власти: до лета 1962 года ЦК ВЛКСМ старалось не замечать самостийное движение ССО, также против ССО была высшая школа во главе с министром высшего и среднего специального образования В. П. Елютиным, ведь нужно было переделывать учебный график, так как начало учёбы сдвигалось на октябрь.
В начале 1962 года С. Ф. Литвиненко пробился к помощнику Н. С. Хрущева по сельскому хозяйству Андрею Степановичу Шевченко (в этом помогла дочь Шевченко — студентка химфака МГУ). Шевченко посоветовал от имени командиров ведущих вузов Москвы (МГУ, МВТУ, МАИ, МИИТа) написать письмо на имя Хрущева. Шевченко пообещал найти момент переговорить с Хрущевым. И он нашел такой момент. На письме Хрущев написал: «Я думаю, дело хорошее. Нужно поддержать. Н. Хрущев». После этого тормоза в развитии ССО были сняты.
Уже в июне 1962 года ЦК ВЛКСМ, изучив опыт организации студенческих отрядов, принял первое в истории Союза молодежи постановление «Об участии комсомольских организаций вузов гг. Москвы, Ленинграда, Киева в строительстве на Целинных землях». ЦК ВЛКСМ одобрил инициативу комсомольцев по формированию ССО и рекомендовал комитетам комсомола шире привлекать студентов к участию в дальнейшем подъёме сельского хозяйства.
В 15 ноября 1963 года в Кремлёвском Дворце съездов состоялся первый Всесоюзный слёт ВССО, где был принят единый для всех отрядов Устав.
Решение о проведении слета принималось на самом высоком уровне — в ЦК КПСС. Значительную роль в подготовке, организации и проведении слета играл Сергей Литвиненко, в то время командир Всесоюзного ССО. В работе слета принимало участие около шести тысяч человек, в основном бойцы ССО (в то время только целинных). Вел слет первый секретарь ЦК ВЛКСМ С. П. Павлов. В громадном зале Дворца съездов были выполнены все торжественные процедуры: в зал были внесены прославленные знамёна времен Гражданской войны, первых пятилеток, знамёна, под которыми в Великую Отечественную войну шли в бой сводные комсомольские батальоны, и знамёна пяти лет студенческой целинной страды. Доклад (рапорт) об итогах работы Всесоюзного ССО сделал Сергей Литвиненко, в котором прозвучали проникновенные слова: «Самый трудный экзамен — экзамен на зрелость — студенты выдержали с честью!»
В 1969 году создан центральный штаб ВССО при ЦК ВЛКСМ.

#### Ударные стройки

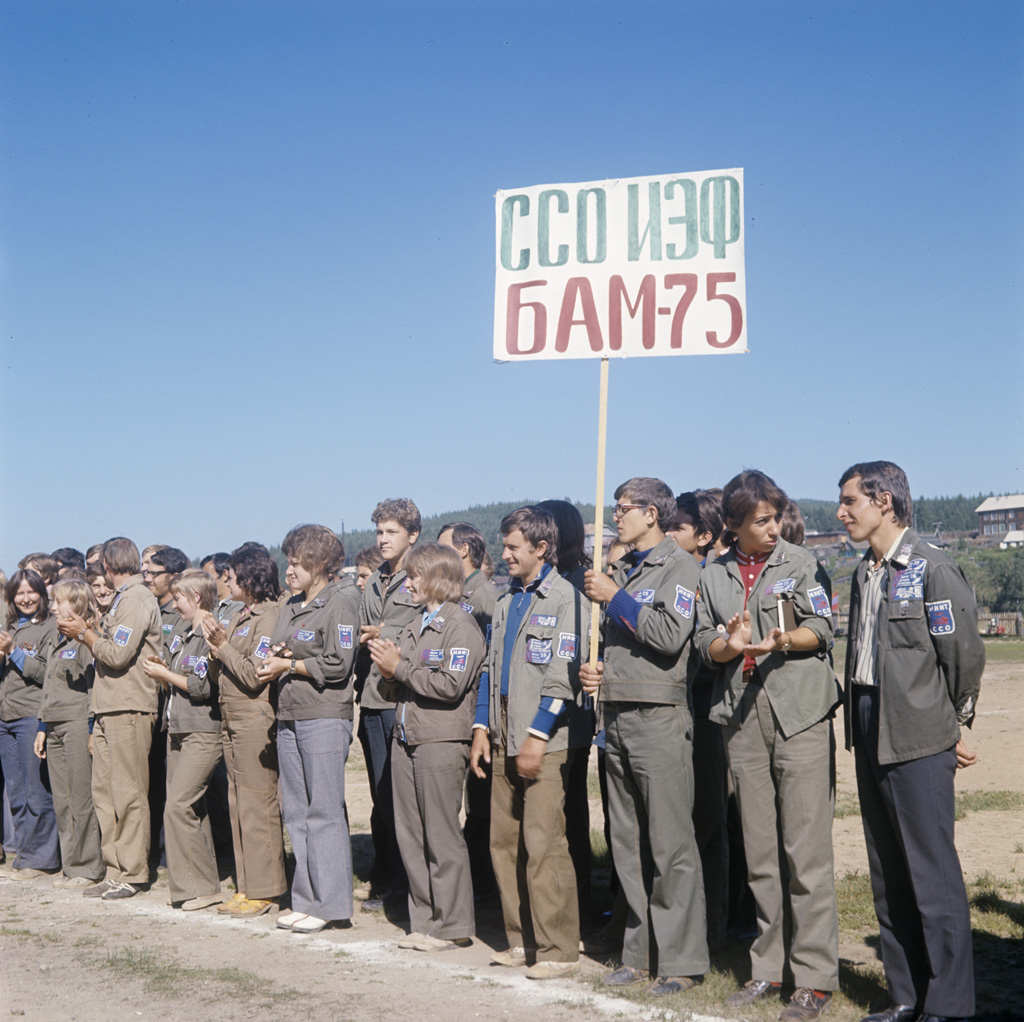
ССО ЭИФ МИИТ на всесоюзной ударно-комсомольской стройке БАМ, 1975 год

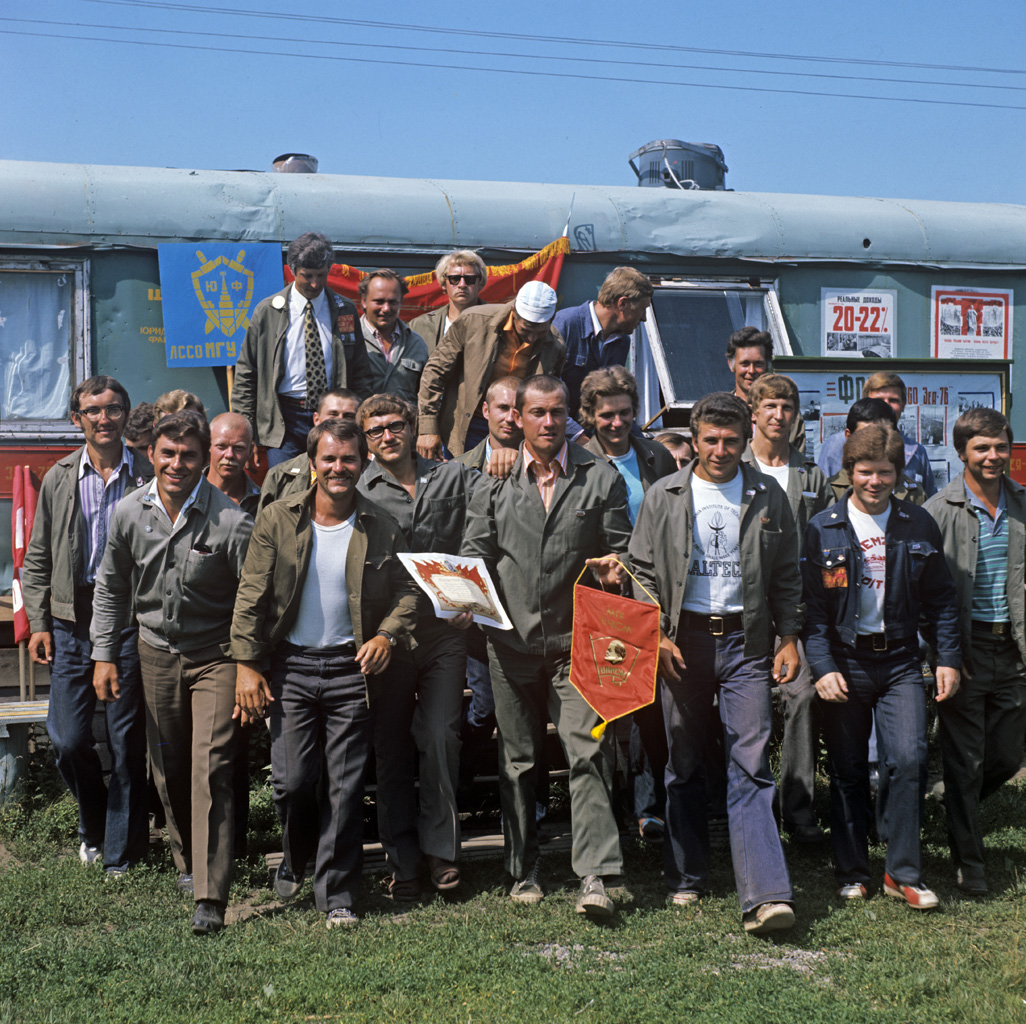
Студенты философского факультета МГУ приехали на строительство Зейской ГЭС, 1976 год

- 1967 год — Всесоюзной ударно-комсомольской стройкой объявлен ВАЗ
- 1971 год — Всесоюзной ударно-комсомольской стройкой объявлен КАМАЗ (до первого автомобиля в 1976 г.)
- 1974 год — Всесоюзной ударно-комсомольской стройкой объявлен «Гигант на Иртыше» ТНХК СИБУР Тобольск (до пуска ЦГФУ в 1984 г.)
- 1974 год — Всесоюзной ударно-комсомольской стройкой объявлен БАМ (до золотого костыля в 1979 г.)
- 1978 год — объявлена очередная Всесоюзная ударно-комсомольская стройка — Саяно-Шушенская ГЭС.
- 1979 год — отряды работали на БАМе, Приморье, нефтяных месторождениях Тюмени.

Проводится Всесоюзный слёт участников студенческих отрядов в Алма-Ате, Казахская ССР.
- 1982 год — участие ССО в строительстве Байкало-Амурской магистрали.
- 1985 год — строительные отряды участвуют в ударной комсомольской стройке КАТЭК. На этот же год приходится пик развития СО в СССР: от министерств и ведомств было подано заявок на привлечение 2 миллионов студентов, численность Всесоюзного студенческого отряда составила 830 тысяч человек.
- Летом 1986 года бойцы ССО трудятся на ударных стройках: Саяно-Шушенская ГЭС, БАМ, КАТЭК, Экибастуз, газовые месторождения Тюмени. Сотни добровольцев отправились в Киевскую область, чтобы строить жильё чернобыльцам.

В Таджикистане бойцы студенческих отрядов помогли в ликвидации последствий землетрясения.
К середине 80-х годов через ССО прошло 12,758 миллиона студентов.
Благодаря студенческим отрядам были основаны города Усть-Илимск и Братск.

### Студенческие интеротряды
В 1966 году Союз свободной немецкой молодёжи (ССНМ) ГДР предложил организовать международный студенческий лагерь труда и отдыха в ГДР и разработать практику обмена студентами. Эта идея была поддержана партийным руководством СЕПГ ГДР. В дальнейшем заключались договора между учебными заведениями ГДР и стран социалистического лагеря.
Первый студенческий интеротряд состоял из студентов Галльского университета. Студенты трудились в Монголькой народной республике в Улан-Баторе. Из СССР первыми интеротрядовцами были студенты вузов Воронежа и Еревана.

## Организационная структура
Формирование ВССО находилось в верховном ведении ЦК ВЛКСМ, где в этих целях в 1969 г. был создан Центральный штаб Всесоюзного студенческого строительного отряда (ВССО). Аналогичные штабы создавались и в республиканских комитетах комсомола. В РСФСР, а также на Украине и в других крупнейших республиках с областным (краевым) делением, создавались штабы областного уровня (в ведении соответствующих обкомов/крайкомов ВЛКСМ). В других республиках — например, Грузии, — штаб ВССО (в начале 1980-х его командиром был секретарь ЦК ЛКСМ Грузии Лордкипанидзе) создавался непосредственно при ЦК ЛКСМ.
В ведении этих штабов находились вопросы формирования, с одной стороны, перечня объектов, на которых в текущем году предстояло трудиться студентам, а с другой — распределение этих объектов между высшими и средними специальными учебными заведениями соответствующих республик, формировавшими линейные студенческие стройотряды (ЛСО). Формирование ВССО, в зависимости от численности и структуры учебного заведения, организовывалось либо «большим комитетом» (ВЛКСМ) ВУЗа, либо распределялось между факультетскими комитетами ВЛКСМ.
В производственный период, летом, активизировалась региональная структура управления стройотрядами по признаку местонахождения. Ведь объекты, на которых трудились ЛСО, находились за пределами городов, районов, а часто и республик, в которых стройотряды формировались. Задачи управления ими республиканские, краевые и областные комитеты ВЛКСМ поручали назначаемым ими командирам и членам региональных штабов. Помимо районных, областных и т. п. (соответственно единицам административного деления СССР), в некоторых случаях формировались и зональные. Например, в начале 1980-х гг. на Северном Кавказе (Пятигорск, Минеральные Воды, Нальчик) работу ВССО, в составе которых работали студенты-граждане других стран, курировал зональный штаб ВССО «Интернациональный» со штаб-квартирой в Кисловодске.
Появление штабов ССО повлекло за собой такое «неизбежное зло», как огромное количество отчётов, заполнение бесконечных формуляров, планов. Всё это тяжёлым бременем легло на плечи студенчества, горящего энтузиазмом работы и творчества.

## Символика стройотрядов
Как правило, на куртку бойца стройотряда нашивались шевроны и знаки конкретного отряда или группы отрядов.
Были знаки «ВССО» — всесоюзный студенческий строительный отряд, заменённый позднее на шеврон «ЛСО» — линейный студенческий отряд; знаки региональных объединений, шевроны учебного заведения и конкретного отряда. Часть шевронов изготавливалась централизованно, например, «ЛСО», «командир ЛСО», «Центральный штаб студенческих отрядов», остальные изготавливались отдельно каждым отрядом или штабом, обычно способом шелкографии.
С 1962 года для стройотрядов стали централизованно выпускать значки — сначала «Студенческая целинная стройка» (с 1962 по 1973), потом «Студенческие строительные отряды» (с 1968 по 1972) и, наконец, «Всесоюзный студенческий отряд» (с 1973 по 1992). Небольшими тиражами выпускались памятные значки и вымпелы, как централизованно, так и в республиках, краях, областях и, конечно, городах и ВУЗах. Небольшие тиражи изготавливались даже для отдельных студенческих отрядов (на юбилеи и другие памятные даты).
Одним из крупных специалистов по разработке и изготовлению нарукавных нашивок для стройотрядов того времени считается дизайнер-график Георгий Михайлович Гожев (1933 г. р.), к которому обращались многие учебные заведения города Ленинграда, в том числе ЛИАП, ЛГУ и др. Коллекции нашивок стройотрядов автора Г. Гожева хранятся в музеях университетов: СПбГУАП (бывш. ЛИАП), СПб Политехнический университет (бывш. ЛИИ им. Калинина) и др.

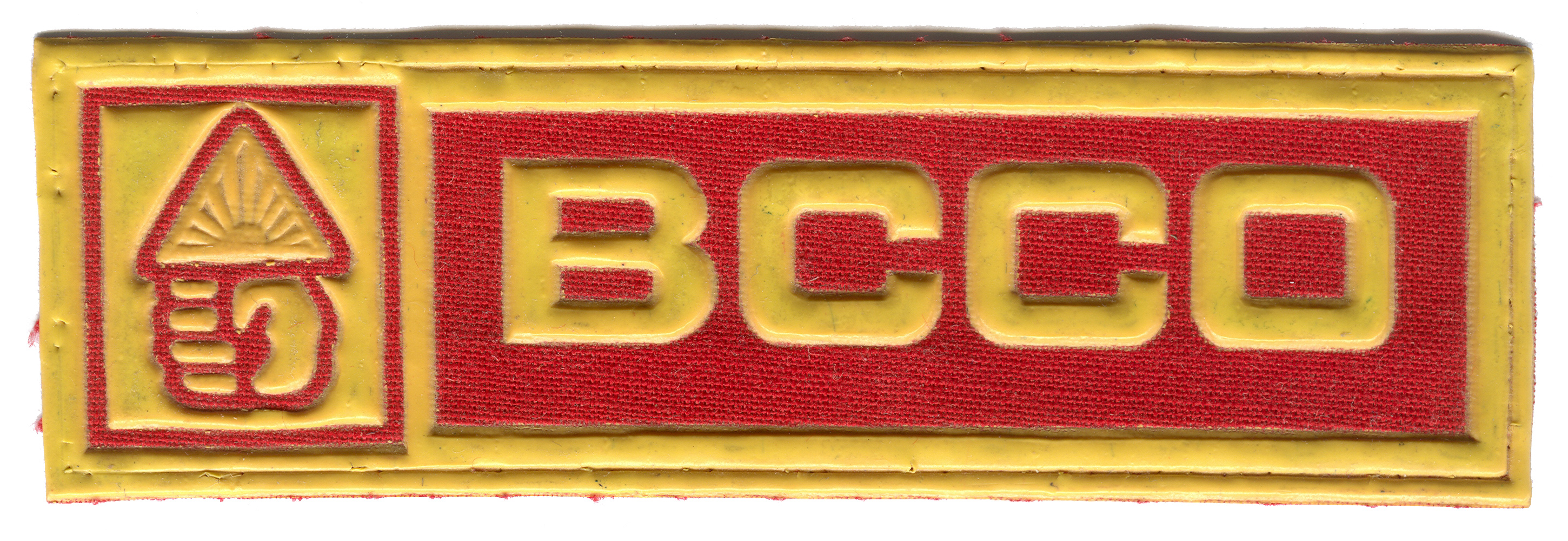
Нагрудная нашивка ВССО (старый образец)
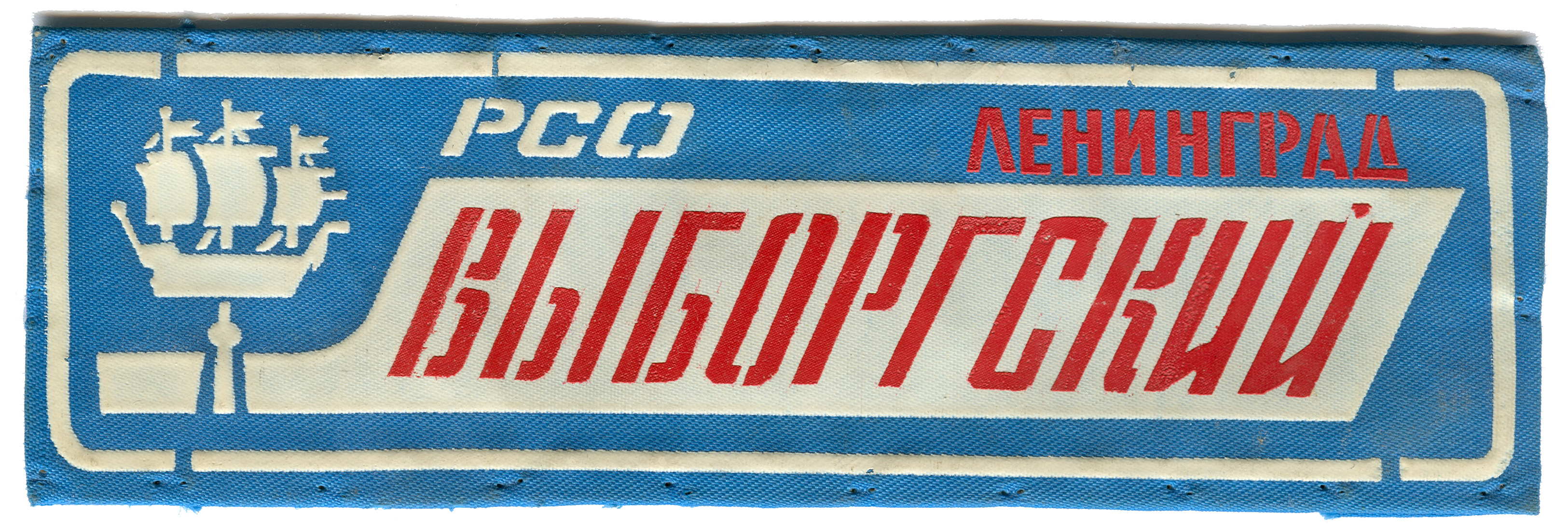
Нагрудная нашивка Выборгского районного объединения стройотрядов (Ленинградская область). Автор нашивки: Георгий Гожев.
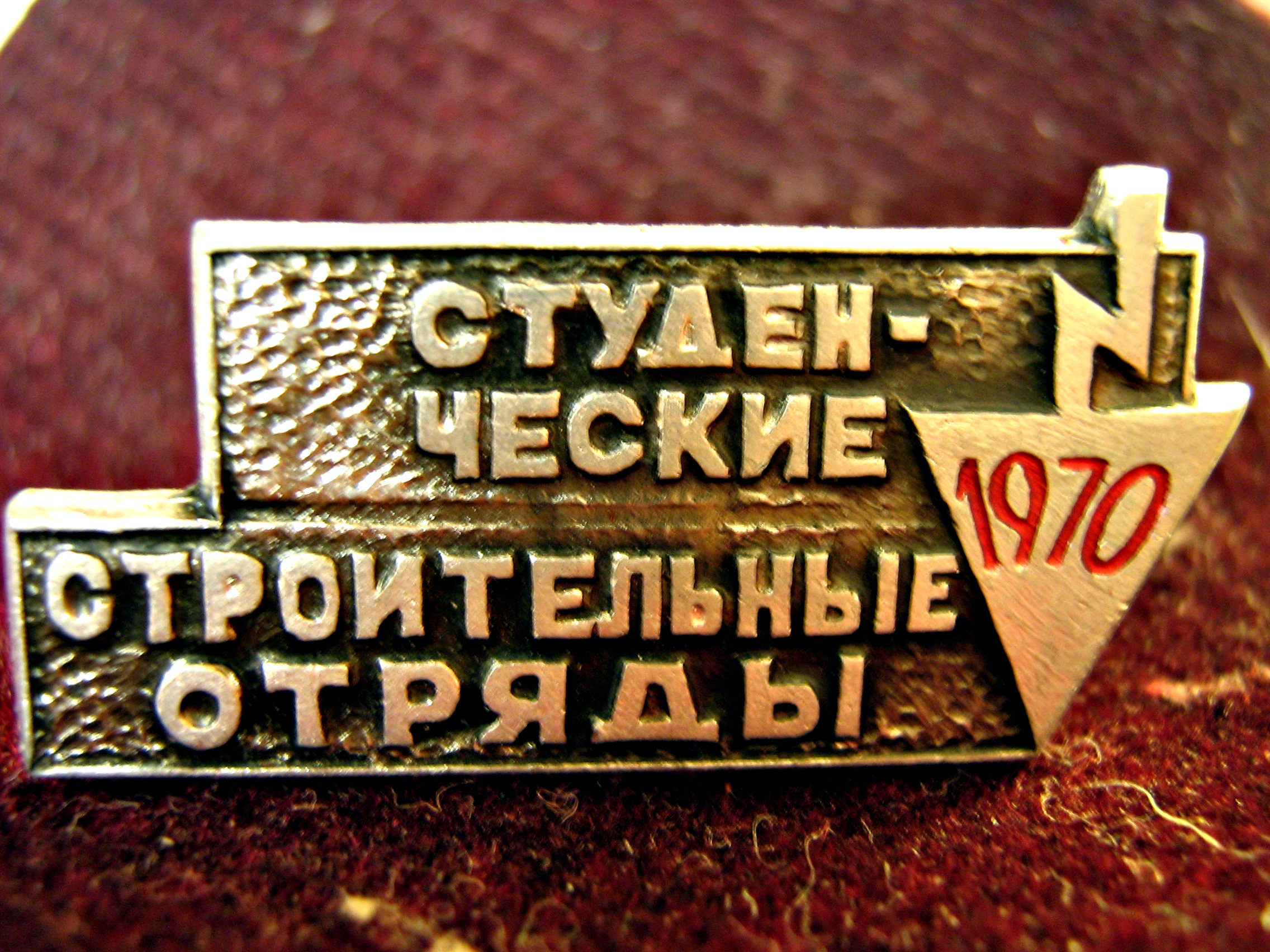
Кирпич члена студенческого строительного отряда 1970 года.
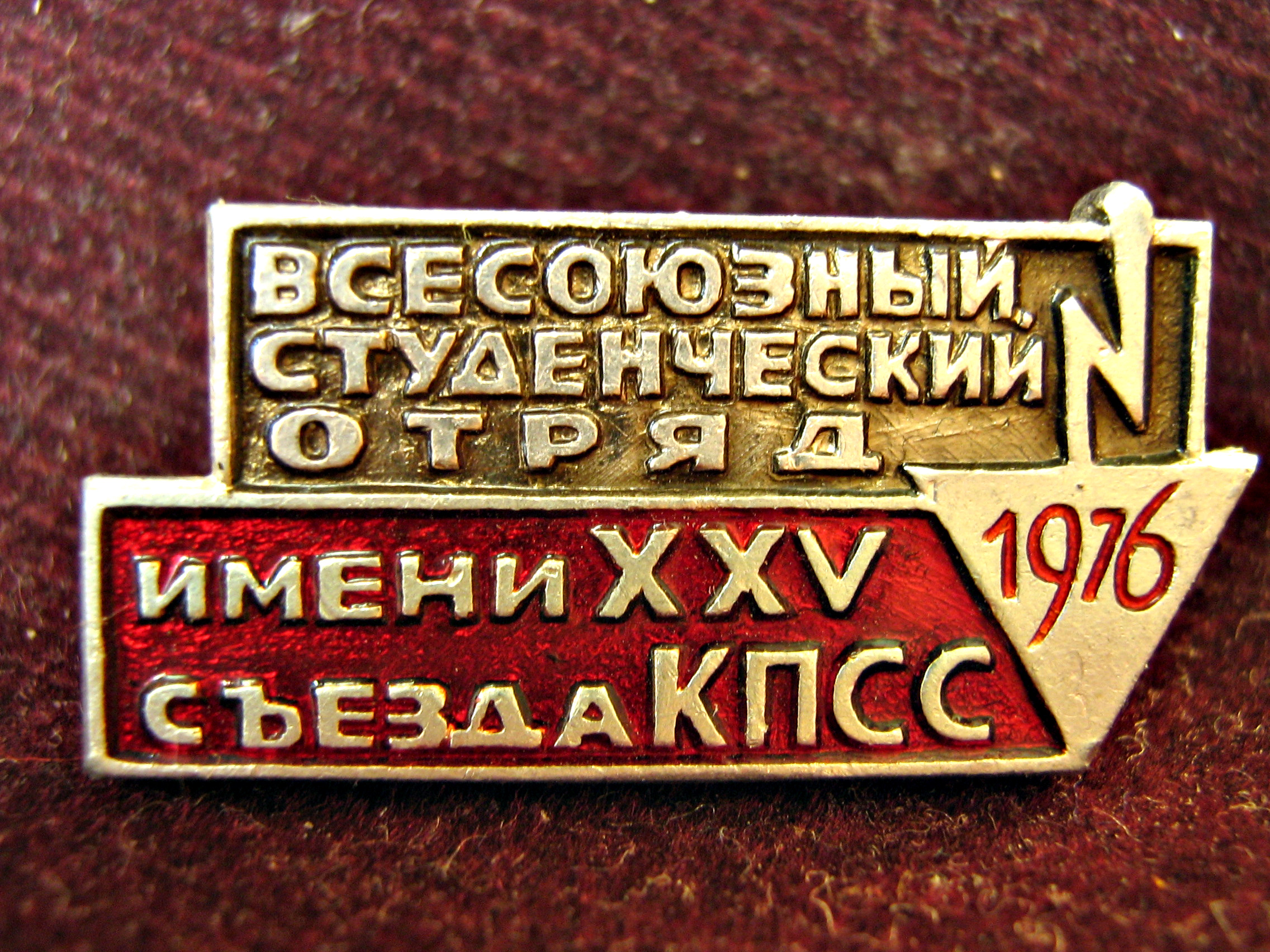
Кирпич члена Всесоюзного студенческого отряда 1976 года.
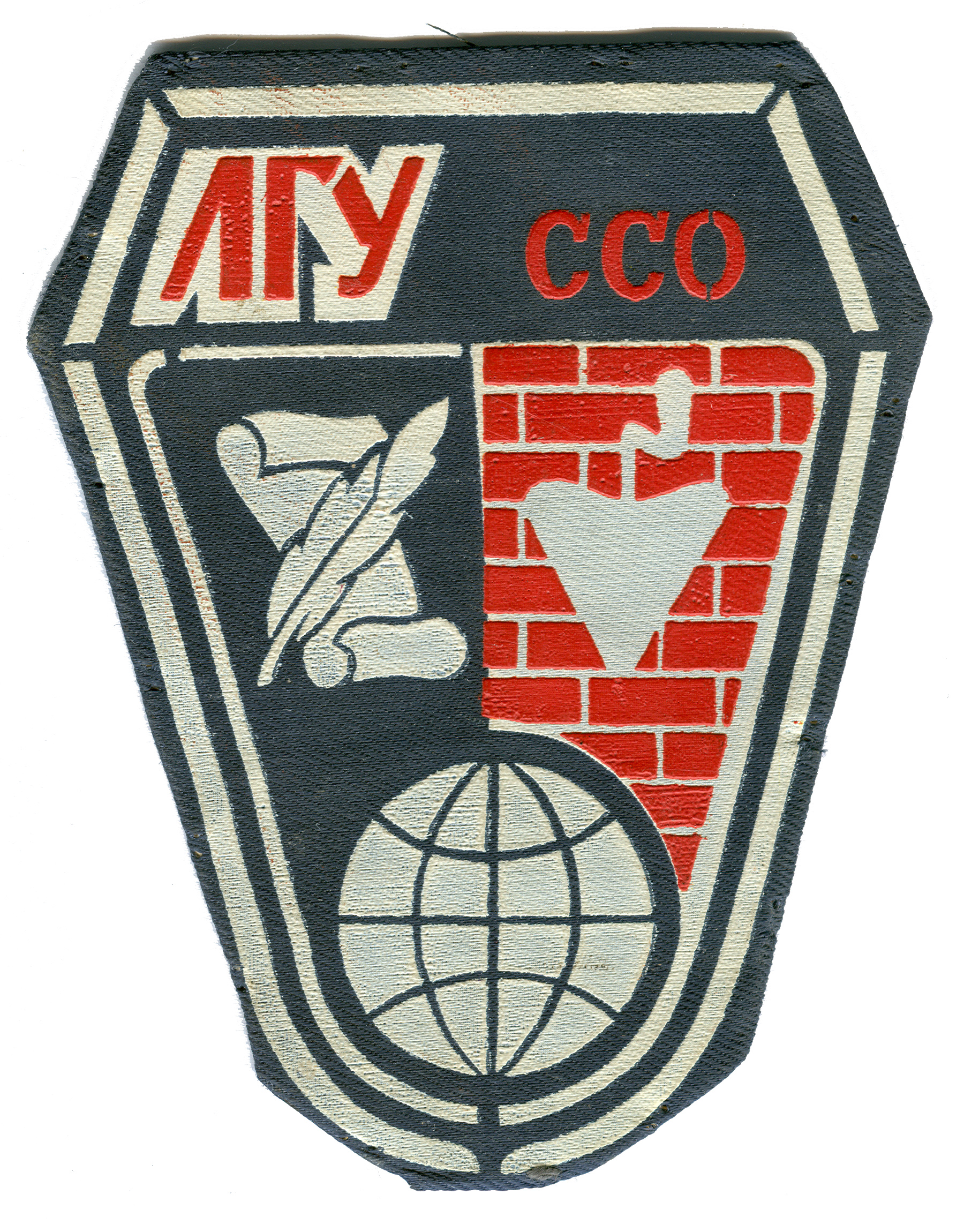
Нарукавная нашивка стройотрядов ЛГУ им. А. А. Жданова. Автор нашивки: Г. М. Гожев. Иногда ошибочно именуется шевроном.
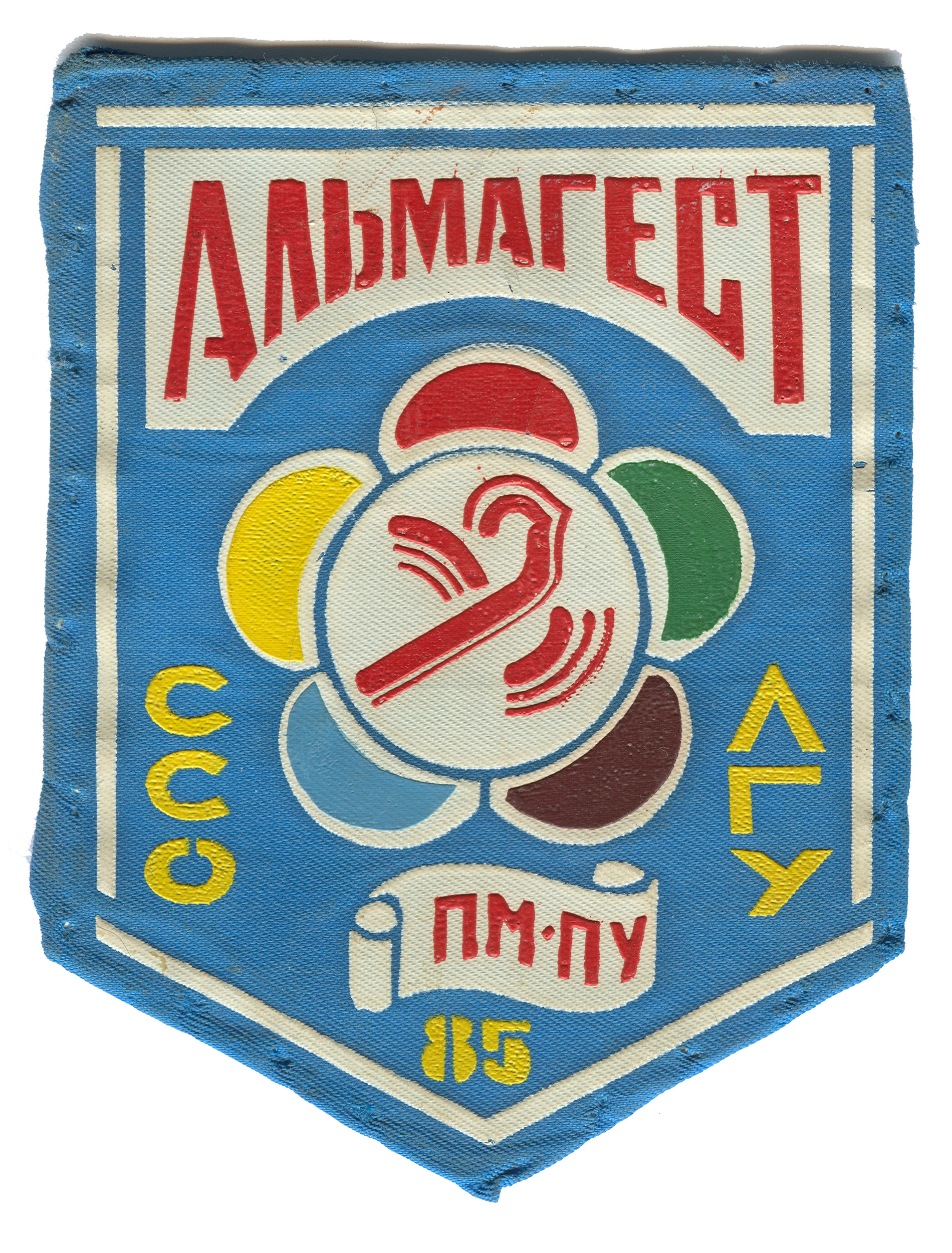
Нарукавная нашивка стройотряда «Альмагест» ЛГУ им. А. А. Жданова, факультет прикладной математики, 1985 г. Автор нашивки: Г. М. Гожев. Иногда ошибочно именуется шевроном.
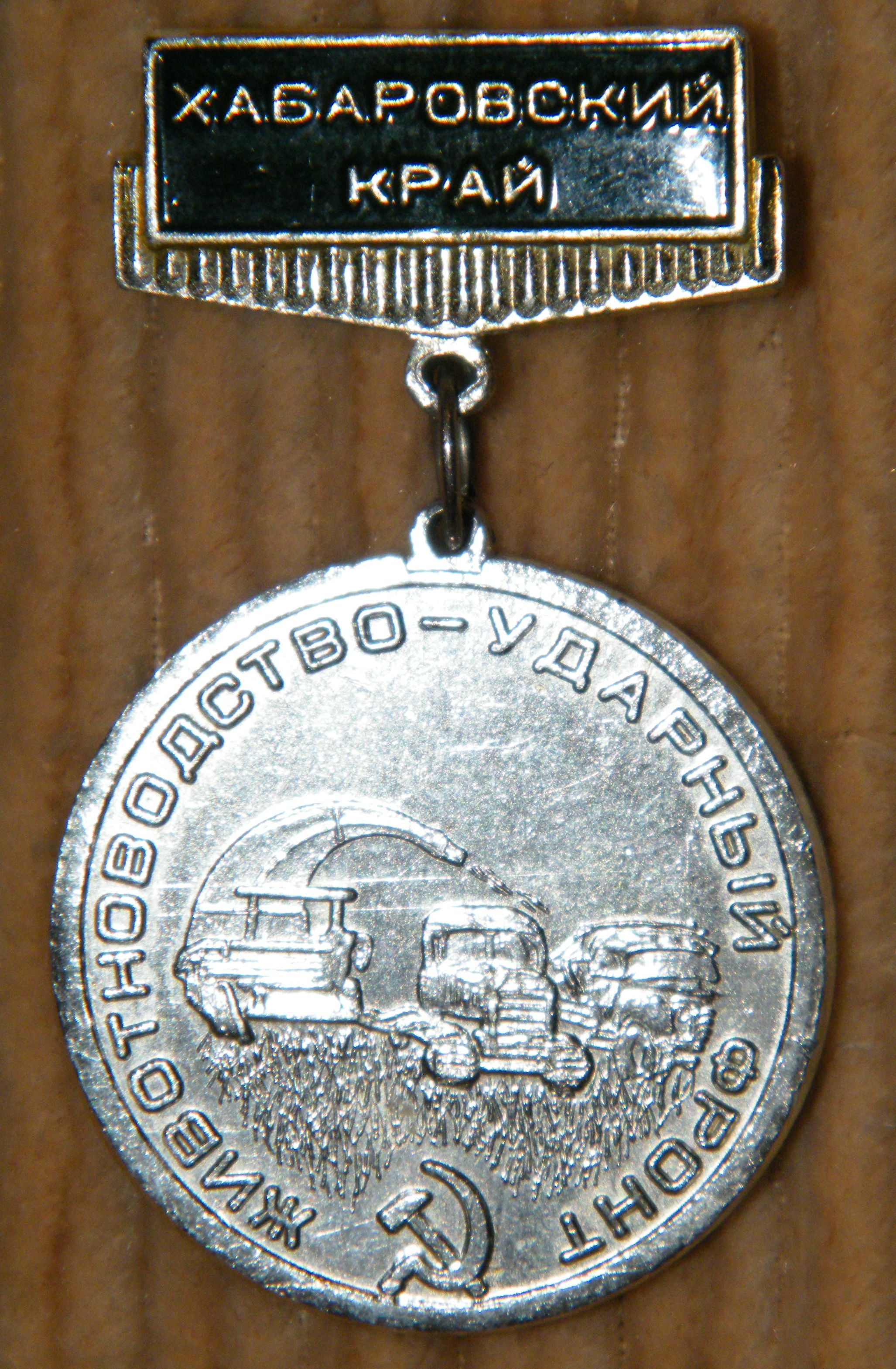
Наградной знак Хабаровского крайкома КПСС и крайкома ВЛКСМ «За ударный труд на заготовке кормов», 1982 год. (Продовольственная программа)
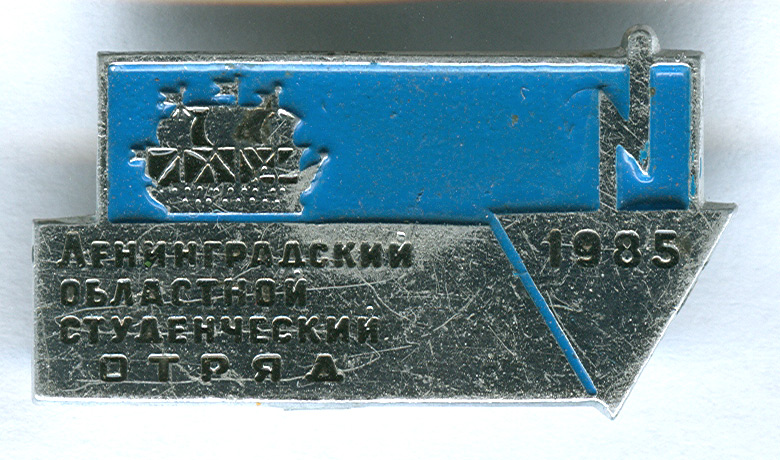
Значок Ленинградских ССО 1985 года.
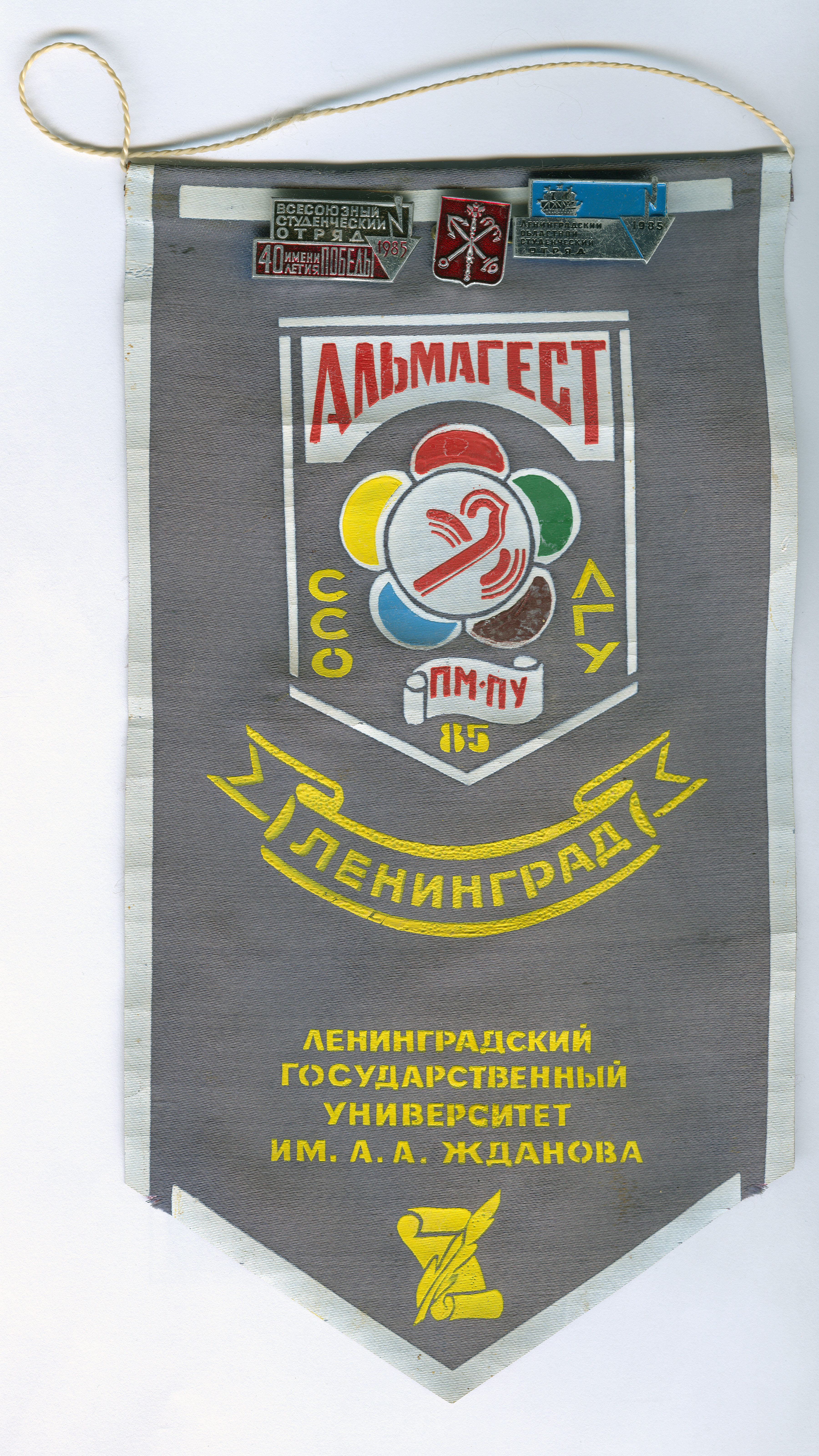
Памятный вымпел стройотряда «Альмагест» ЛГУ им. А. А. Жданова 1985 г. Автор вымпела: Г. М. Гожев.
Значок-эмблема отряда проводников девушек-студенток Томского государственного педагогического университета (скорый поезд «Томич»), 1990-е

## Краткий стройотрядовский словарь

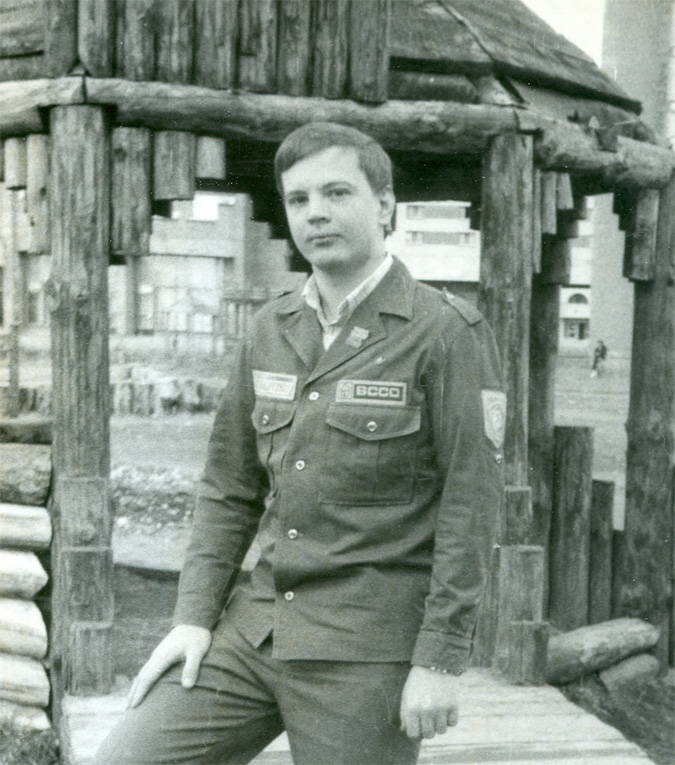
Боец стройотряда

- Штаб линейного отряда — руководящий орган ЛСО, состоящий из командира, комиссара, мастера, завхоза, казначея и врача отряда.
- Штабы стройотрядов — для руководства деятельностью в рамках стройотрядовского движения в СССР была создана иерархия штабов: от всесоюзного уровня до республиканских (краевых) и областных — в составе ЦК ЛКСМ соответствующих административно-территориальных единиц, и, на функциональном уровне — штабы при комитетах ВЛКСМ высших и средних специальных учебных заведений, ведавшие формированием основных «рабочих единиц» — линейных строительных отрядов (ЛСО). В каждом ЛСО (или попросту, стройотряде) создавался свой штаб (см. ниже Штаб линейного отряда).
- Командир линейного отряда — начальник ЛСО. По положению должность выборная; в советское время командир ЛСО назначался комитетом ВЛКСМ после утверждения парткомом (партбюро) учебного заведения, формировавшего линейный стройотряд (ЛСО). Нёс перед назначившими и утвердившими его органами конечную ответственность по всем аспектам деятельности ЛСО, в том числе — перепорученным, в соответствии с их обязанностями и компетенцией, мастеру и другим членам штаба ЛСО.

Командир — главный распорядитель средств кассы ЛСО, должность с правом первой подписи на финансовых документах отряда (см. тж. ниже Казначей и Завхоз).
- Комиссар — руководитель отряда наравне с командиром. Формально должность комиссара ССО была «выборной», однако отбор и утверждение на неё было исключительной прерогативой парткома (партбюро) учебного заведения, действовавшего на основании формального представления комитетом ВЛКСМ «выбранной» кандидатуры. По общему правилу, в комиссары назначались члены КПСС, кандидаты в члены КПСС или комсомольские активисты, внесённые в негласную «очередь» на приём в КПСС. Часто комиссарами ВССО посылали не студентов, а аспирантов или младших сотрудников из преподавательского состава. Отвечая, подобно армейским замполитам, за политическую и культурно-массовую работу, комиссары становились во главу неуставной комсомольской организации ВССО, имея право ставить на её собраниях вопрос вплоть до исключения нарушителей из ВЛКСМ (и ВУЗа).
- Мастер — ответственный организатор и производитель работы ЛСО, его «прораб». В очередной сезон работ стройотрядов первым (иногда вместе с будущим командиром, если таковой был уже назначен), приступал к подготовке фронта работ (а при некомпетентности «политических назначенцев» в командиры брал на себя эти функции в полном объёме). Не позднее февраля-марта текущего года выезжал (при необходимости, вместе с квартирьерами) на место будущей дислокации ЛСО, вступал в переговоры с руководством государственных подрядных и субподрядных организаций, получая от них перечни объектов и — что далеко немаловажно! — приблизительно согласуя смету и расценки этих работ. С началом работ распределял принятые им к исполнению объёмы между бригадирами стройотряда; вносил в штаб ССО предложения по распределению фонда начисленной зарплаты между бригадами в соответствии с коэффициентом трудового участия (КТУ; хотя эта схема оплаты была официально рекомендована, на практике некоторые отряды обходили её). Участвовал в ежедневных планёрках принимающей строительной организации (при наличии нескольких объектов на них могли приходить и бригадиры, заинтересованные в решении вопросов снабжения своих участков) на правах прораба, решая все вопросы снабжения участка материалами, инструментом. Нёс конечную ответственность по вопросам, находившимся в непосредственном ведении бригадиров: соблюдение техники безопасности, трудовой дисциплины и пр.; представлял в принимающую организацию документы по присвоению строительных и других квалификаций членам отряда, а также по внесению записей в их трудовые книжки.
- Бригадир — по общему определению, руководитель функционального подразделения более крупного участка (стройка, цех и т. п.), выполняющего соответствующее производственное задание, при непосредственном участии самого бригадира в этих работах наряду с другими членами его бригады (то есть должность не предполагает освобождение от основной работы). Посредник в отношениях между членами своей бригады и вышестоящим руководством (в ЛСО — мастером и командиром) в решении вопросов, прежде всего, материально-технического обеспечения фронта работ и их оплаты. В составе ЛСО обычно имелось не менее 2-3 бригад, численностью от 5-10 до 15 и более человек, — в зависимости от рода деятельности. Как правило, студенческие бригады оформлялись в принимающей организации как самостоятельная структурная единица (наряду с другими бригадами). Однако, по специфики объекта, студенты могли включаться в состав уже существующих на предприятии (стройке и т. п.) единиц под руководством профессиональных бригадиров; в этом случае старший по опыту из этой группы — сохраняя в своём ЛСО статус бригадира — являлся «заместителем» бригадира-профессионала.
- Квартирьер — внесистемное наименование функциональной должности, исполнявшейся теми или иными руководителями отряда (командиром, мастером, завхозом, бригадирами; иногда в составе квартирьеров выезжал и будущий отрядный повар) в подготовительный для ЛСО период, а также, наоборот, в период расформирования ЛСО после отъезда основной части контингента отряда. Квартирьеры подготавливали место дислокации отряда к проживанию, уточняли фронт будущих работ, получали у принимающей стороны на баланс или во временное пользование необходимые инструменты, оборудование и бытовое имущество, а также иногда осуществляли цикл не слишком трудоёмких подготовительных работ (например, геодезических). После завершения работ квартирьеры организовывали отъезд основной части отряда и возврат принимающей стороне принадлежащего ей и использовавшегося отрядом имущества, помещений, территории. Расходы по командированию квартирьеров на места будущей дислокации отряда принимал на себя штаб ССО учебного заведения или районного отряда. Принимая решение о целесообразности самой командировки, этот штаб оформлял соответствующие командировочные документы и принимал по ним финансовые отчёты по установленной форме. За случаями отнесения расходов по командировкам квартирьеров на счёт средств, индивидуально заработанных членами отряда, стояли, как правило, злоупотребления (отсутствие производственной необходимости предварительного выезда на уже обустроенное место дислокации; попытки дважды оплатить один и тот же проезд, из двух источников — ж. д. билеты не были именными — и пр.)
- Завхоз, заведующий хозяйственной частью — материально ответственная должность в отряде, предполагавшая принятие на хранение имущества и ценностей, приобретённых за счёт средств кассы ЛСО (то есть из денег, переданных завхозу казначеем) или переданных отряду его членами либо организацией, сформировавшей отряд, во временное хозяйственное пользование (например, котелки, кастрюли, койки и т. д.). Совмещение обязанностей завхоза и казначея было серьёзным (но увы, нередким) нарушением финансовой дисциплины и служило источником серьёзных финансовых злоупотреблений в некоторых ВССО. Само по себе наличие завхоза в структуре руководства ЛСО было обусловлено, прежде всего, необходимостью организации собственного пункта питания, кухни. В этих случаях обязанности завхоза исполнял, по совместительству, повар отряда.
- Казначей — материально ответственная должность, содержание которой, по действовавшим в СССР Правилам ведения бухгалтерского учёта и отчётности, соответствовало обязанностям кассира организации, в порядке исключения совмещавшего эту должность с функциями «старшего бухгалтера на правах главного». Хранитель денежных средств (кассы ЛСО) и ответственный за ведение отчётности по их движению. В финансовой документации ЛСО — руководитель с правом второй подписи (право первой подписи принадлежало командиру ЛСО как распорядителю средств отряда).
- Врач отряда. Как правило, с отрядом выезжали двое медиков (т. н. сандвойка), главный из которых (определяемый по признаку квалификации) по должности входил в состав штаба ЛСО. В подавляющем большинстве ЛСО в качестве медиков работали студенты и аспиранты медицинских вузов. Однако с согласия главного врача районного (зонального) отряда, отвечавшего за формирование этой части стройотрядовского контингента, врачом ЛСО и его помощником могли быть назначенные другие лица со средним или высшим медицинским образованием. «Медбрат» («медсестра») не были обязаны трудиться на производственных участках вместе с отрядом, но, как правило, присоединялись к какой-нибудь его бригаде в целях получения дополнительного трудового заработка.

Как и мастер отряда, его врач приступал к работе задолго до выезда: на него возлагалась обязанность сбора документов по обязательному медицинскому освидетельствованию отъезжающих, а если отряд выезжал в энцефалоопасные и другие критические для здоровья районы — получения необходимых прививок. Лишь крупнейшие вузы страны (ранга Московского, Ленинградского, Киевского университетов) имели собственные поликлиники, на базе которых можно было провести медосмотры и прививки в организованном порядке.
- Повар отряда — должность, благодаря которой состав отряда, собранного на базе какого-либо узкоспециализированного факультета или техникума (физики, математики, философы и т. п.), «разбавлялся» представителями других учебных заведений, специальностей, создавая благоприятные предпосылки «кросскультурного» общения. Назначение на должность повара требовало от кандидата предварительного получения сертификата СЭС, и предполагало регулярное общение с медицинскими и санэпидемиологическими службами на протяжении всего сезона работы ЛСО. По статистике Ленгосуниверситета, из примерно 50 стройотрядов реально имели собственную кухню (и, соответственно, поваров) менее половины — а именно те, кто работал вдали от цивилизации. В остальных отрядах питание осуществлялось в близлежащих и/или фабрично-заводских столовых (в этих случаях не из средств общего котла, а за свой счёт); однако на экстренный случай наличие человека с сертификатом СЭС требовалось и в этих отрядах.
- Сандвойка — см. врач отряда.
- Главхуд — главный художник отряда
- «Поварёшка» — см. повар отряда
- «Летописец» — ведёт летопись отрядных дел
- Боец — член отряда, проработавший как минимум одну целину
- Целина — место работы и проживания отряда (летом)
- Целинка — и парадная, и рабочая одежда (куртка) членов отряда, предмет особой гордости каждого бойца
- Строевка, бойцовка — другое название куртки бойца стройотряда, применяемое в Европейской части России, так же называются куртки бойцов педагогических студенческих отрядов, студенческих отрядов проводников и медицинских студенческих отрядов.
- Старик — боец отряда, проработавший 3 лета (целин) и более
- Ветеран — боец отряда, проработавший 5 лет (целин) и более

## Традиции и праздники различных отрядов
В различных стройотрядах, формировавшихся вузами и техникумами всей страны, СССР, складывались и поддерживались различные традиции и праздники.
Закапывание зелёного змия — акция, которая проводится за 1-2 дня до отъезда на целину. Цель — прекратить (с этого момента) распитие спиртных напитков на время трудового десанта.
Целинные Новый год (с 31 июля на 1 августа); 8 Марта (8 августа); 23 февраля (23 июля); 14 февраля (14 августа). В эти дни члены отряда готовят сделанные своими руками подарки, рисуют друг другу открытки, поздравляют начальство, шлют другим отрядам телеграммы. На целине много самых разных праздников. Например, День спорта, День вежливости, День Нептуна, День строителя, День розыгрыша, День анархии и т д. и т. п. Выбор — на усмотрение отряда.
ДМБ — день молодого бойца. На этот день штаб отряда выбирается из молодых бойцов-первоцелинников. Они меняются местами со «старичками» и «строят» их. На следующий день всё встаёт на круги своя…
Раз в сезон штабы некоторых районных и зональных отрядов организовывали фестивали и другие праздники, на которые съезжались в полном составе все стройотряды региона. Штаб ЗСО «Интернациональный» (Северный Кавказ) проводил такие фестивали в Кисловодске. Их повестка дня включала спортивные соревнования, и, конечно же, конкурсы стройотрядовской самодеятельности.

## КМСО
КМСО (комсомольско-молодёжный строительный отряд) — социально-экономическое движение в СССР в 1980-х гг., одна из разновидностей молодёжных отрядов (стройотрядов). Являлись структурным подразделением организации МЖК.
Формирование первых КМСО происходило по аналогии со стройотрядами студентов (ССО).

## ОСиП
ОСиП (отряд студентов и подростков) — социально-педагогическое движение отрядов, в которых студенты вовлекали трудных подростков в трудовую деятельность и в её ходе занимались их перевоспитанием. Первый ОСиП «Эдельвейс» был создан в 1974 году студентами НЭТИ. В его состав вошли подростки, состоявшие на учёте в инспекции по делам несовершеннолетних. Командиром отряда стал студент 5-го курса НЭТИ Сергей Бобров. В 1981 году в совхозах и колхозах, на кирпичных заводах Новосибирской области работало уже 22 таких отряда. В дальнейшем движение ОСиП распространилось и на другие регионы.

## Стагнация и роспуск
Стройотрядовское движение достигло своего расцвета в начале 1980-х годов. В 1982 году численность бойцов ССО стала максимальной за всю историю — 449,9 тысяч. Однако в середине и особенно конце 1980-х количество участников резко уменьшилось: в 1985 г. — 381,1 тыс., в 1987 г. — 269,6 тыс., в 1989 г. — 167,1 тыс. Серьёзной причиной явилось лишение студентов отсрочек от призыва в армию. В определённой мере сказалось снижение потребности в рабочих руках в условиях перестроечной стагнации экономики и затем агонии СССР.
В сентябре 1991 года XXII-й чрезвычайный съезд ВЛКСМ посчитал исчерпанной политическую роль ВЛКСМ как федерации коммунистических союзов молодёжи и заявил о самороспуске организации. С самороспуском ВЛКСМ движение студенческих отрядов практически распалось (деятельность Центрального штаба СО прекратилась).
Однако некоторые региональные отряды пережили 90-е и продолжают свою деятельность до сих пор, а в Свердловской области сохранился и продолжил работу Свердловский Областной Студенческий Отряд (МОО «СОСО»), включающий в себя на июнь 2019 года более ста стройотрядов, педагогических отрядов, профильных отрядов и отрядов проводников.

## Известные участники
Через школу стройотрядов прошли многие известные люди Российской Федерации: президент России Владимир Путин, премьер-министр (президент) Дмитрий Медведев (в военизированной охране МПС СССР), экс-мэр Москвы Юрий Лужков, заместитель мэра Москвы Людмила Ивановна Швецова, экс-губернатор Красноярского края Александр Хлопонин, лидер КПРФ Геннадий Зюганов, заместитель председателя Госдумы Вячеслав Володин, губернатор и председатель Правительства Санкт-Петербурга Валентина Матвиенко, министр иностранных дел РФ Сергей Лавров, телеведущий Леонид Якубович, депутат Милли Меджлиса — парламента Азербайджана, заведующий отделом политического анализа и прогнозирования Испольнительного секретариата партии «Новый Азербайджан» Айдын Мирзазаде, народный артист России Владимир Винокур, кинорежиссёр Александр Митта, лидер и вокалист группы «Крематорий» Армен Григорян, лидер группы «Агата Кристи» Вадим Самойлов, писатель Михаил Веллер, тележурналист Владимир Молчанов. Активное участие в деятельности студенческих строительных отрядов принимал также бывший президент Казахстана Нурсултан Назарбаев.
В Ленинградском университете в 1980-84 гг. командиром всех стройотрядов был, по должности, секретарь комитета ВЛКСМ ЛГУ, ныне председатель Следственного комитета Российской Федерации А. И. Бастрыкин, начальником штаба — философ и политолог, профессор А. И. Стребков. В 1980 г. на экономическом факультете Ленгосуниверситета для работ в районе Кавминвод в составе зонального стройотряда «Интернациональный» был сформирован интернациональный ЛСО «Оптимум», в составе которого трудилось сразу несколько ныне известных людей. Первым комиссаром этого отряда был бывший вице-премьер и министр финансов РФ Алексей Кудрин, а бригадирами учёный и политический деятель Андрей Илларионов и публицист Дмитрий Травин
.

## Возрождение в СНГ
9 июля 2003 года в Москве состоялось заседание Правительственной комиссии по делам молодёжи «О государственной поддержке студенчества и студенческих отрядов», на котором был создан Межведомственный координационный совет под председательством заместителя министра Министерства образования России Юрия Коврижных. На заседании было принято решение организовать общественную организацию Российские студенческие отряды.
Как российские студотряды ежегодно приезжают на работу в соседнюю Белоруссию, так и белорусские студотряды едут по обмену в Россию (напр., на Ударную российскую студенческую стройку на Ямале).
Современные бойцы студенческих отрядов участвуют в таких масштабных проектах, как возведение объектов Саммита АТЭС-2012, XXVII Всемирной летней Универсиады-2013 в Казани, XXII Олимпийских зимних игр и XI Паралимпийских зимних игр 2014 года в Сочи, строительство и обустройство Бованенковского НГКМ в Ямало-Ненецком автономном округе, космодромов «Восточный» и «Плесецк», объектов атомной энергетики России. В реализации этих проектов приняло участие более 15 тыс. студентов со всей России. Также студенческие педагогические отряды обеспечивают отдых более 1,6 млн детей и подростков, отряды проводников осуществляют перевозки более 7 млн пассажиров, сервисные отряды обслуживают масштабные проекты и мероприятия.
В ноябре 2014 состоялся Всероссийский слёт студенческих отрядов, посвящённый 55-летию движения и 10-летию РСО.

## В культуре
Стройотрядовцы являются героями многих советских фильмов, один из которых — «Моя любовь на третьем курсе» 1976 года — стал в их среде культовым и традиционно просматриваемым.

Памятник первым стройотрядовцам в Ростове-на-Дону

В 2011 году в Ростове-на-Дону был установлен памятник первым стройотрядовцам.